# Tampuchón
Tampuchón är en ort i Mexiko.   Den ligger i kommunen Coxcatlán och delstaten San Luis Potosí, i den centrala delen av landet, 230 km norr om huvudstaden Mexico City. Tampuchón ligger 493 meter över havet och antalet invånare är 874.
Terrängen runt Tampuchón är kuperad åt nordost, men åt sydväst är den bergig. Runt Tampuchón är det ganska tätbefolkat, med 160 invånare per kvadratkilometer. Närmaste större samhälle är Tancanhuitz de Santos, 9,9 km norr om Tampuchón. Omgivningarna runt Tampuchón är en mosaik av jordbruksmark och naturlig växtlighet.